# Campeonato Citadino de Sorocaba de 1947
O Campeonato de Futebol da Liga Sorocaba de Futebol (LISOFU) de 1947 foi a décima segunda edição do Campeonato Citadino de Sorocaba.
Disputado entre 20 de Abril e 07 de Dezembro daquele ano, teve o Votorantim como campeão e o Fortaleza na segunda colocação.
Ao todo, foram 20 jogos, com 90 gols marcados (uma média de 4,5 por jogo).
Antes do Campeonato Citadino houve um Torneio Início, promovido pela LISOFU, onde se sagrou vencedor o Votorantim.

## Participantes
- Estrada de Ferro Sorocabana Futebol Clube
- Associação Atlética Scarpa
- Esporte Clube São Bento
- Fortaleza Clube
- Clube Atlético Votorantim

## Torneio Início
|  | Eliminatória | Eliminatória | Eliminatória |  |  | Semifinais | Semifinais | Semifinais |  |  | Finais | Finais     | Finais |
|  |              |              |              |  |  |            |            |            |  |  |        |            |        |
|  |              |              |              |  |  |            | Votorantim | 3          |  |  |        |            |        |
|  |              | Scarpa       | 1(2)         |  |  |            | São Bento  | 1          |  |  |        |            |        |
|  |              | Votorantim   | 0(0)         |  |  |            |            |            |  |  |        | Votorantim | 0(3)   |
|  |              |              |              |  |  |            |            |            |  |  |        | Fortaleza  | 0(0)   |
|  |              |              |              |  |  |            | Fortaleza  | 1          |  |  |        |            |        |
|  |              |              |              |  |  |            | Estrada    | 0          |  |  |        |            |        |

## Tabela
PRIMEIRO TURNO
20/04 - EC Sao Bento 4x6 CA Votorantim
27/04 - Fortaleza 1x1 EF Sorocabana
04/05 - AA Scarpa 1x4 EC Sao Bento
11/05 - CA Votorantim 6x1 EF Sorocabana
25/05 - EF Sorocabana 3x2 EC Sao Bento
01/06 - CA Votorantim 4x1 AA Scarpa
08/06 - EC Sao Bento 1x2 Fortaleza
15/06 -  AA Scarpa 3x0 EF Sorocabana
22/06 - Fortaleza 1x3 CA Votorantim
29/06 - AA Scarpa 1x0 Fortaleza
SEGUNDO TURNO
06/07 - CA Votorantim 5x1 EC Sao Bento
27/07 - EF Sorocabana 0x3 CA Votorantim
03/08 - Fortaleza 4x2 AA Scarpa
10/08 - EC Sao Bento 1x0 EF Sorocabana
17/08 - EF Sorocabana 0x3 Fortaleza
07/09 - AA Scarpa 1x0 CA Votorantim
21/09 - Fortaleza 2x1 EC Sao Bento
28/09 - EF Sorocabana 4x2 AA Scarpa
05/10 - EC Sao Bento 0x0 AA Scarpa
07/12 - CA Votorantim 2x4 Fortaleza

## Classificação final
| 1 | Votorantim | 8 | 12 | 6 | 0 | 2 | 29 | 13 | 16  |
| 2 | Fortaleza  | 8 | 11 | 5 | 1 | 2 | 18 | 11 | 7   |
| 3 | Scarpa     | 8 | 7  | 3 | 1 | 4 | 11 | 16 | -5  |
| 4 | São Bento  | 8 | 5  | 2 | 1 | 5 | 14 | 17 | -3  |
| 5 | Estrada    | 8 | 5  | 2 | 1 | 5 | 9  | 21 | -12 |
| J - Jogos; PG - Pontos ganhos; V - Vitórias; E - Empates; D - Derrotas; GP - Gols Pró; GC - Gols contra; SG - Saldo de gols |            |   |    |   |   |   |    |    |     |

## Premiação
| Campeão Amador de Sorocaba de 1947 |
| ---------------------------------- |
| CA Votorantim (1º título)          |